# Vivinho
Welves Dias Marcelino, mais conhecido como Vivinho (Uberlândia, 10 de março de 1961 — Rio de Janeiro, 13 de setembro de 2015), foi um futebolista brasileiro que atuou como ponta-direita.

## Carreira
Vivinho iniciou a sua carreira um pouco tarde, em 1982, aos 21 anos de idade. Ele foi fazer um teste no Uberlândia, passou e foi contratado. Em 1984, começou a despontar no cenário nacional, defendendo o Uberlândia no Campeonato Brasileiro. Foi dele o gol sobre o Remo, no dia 28 de março de 1984, no Parque do Sabiá, que valeu o título da Taça de Prata para o time mineiro.
Em meados de 1986 ele foi contratado pelo Vasco da Gama. Nos primeiros quatro meses, apenas completou o time reserva nos coletivos. Mas foi no time de São Januário que Vivinho teve suas maiores glórias no futebol, sendo Campeão Carioca em 1988 e Campeão Brasileiro em 1989.
Um dos fatos que marcaram a história do jogador no clube aconteceu no jogo contra a Portuguesa, pelo Campeonato Brasileiro de 1988, em 11 de setembro, quando recebeu uma bola na área do adversário deu três "lençóis" no volante Capitão e completou para o gol. O gol rendeu até placa no estádio de São Januário. Dois anos depois, quando deixou o clube e foi para o Botafogo, Eurico Miranda pediu a retirada da placa.
Também foi durante sua passagem pelo Vasco que Vivinho chegou à Seleção Brasileira, em 1989, que defendeu em 4 partidas, marcando 1 gol.
Após sua passagem pelo clube cruz-maltino, Vivinho ainda atuou no Botafogo, Atlético Paranaense, Goiás, voltou ao Uberlândia, jogou no Fortaleza e encerrou a carreira na Cabofriense em 1997, ajudando o time de Cabo Frio a subir da terceira para a segunda divisão do campeonato estadual do Rio.

## Títulos
Uberlândia
- Campeonato Brasileiro - Série B: 1984
- Campeonato Mineiro do Interior: 1986

Vasco da Gama
- Campeonato Carioca: 1987 e 1988
- Campeonato Brasileiro: 1989
- Troféu Ramón de Carranza: 1987, 1988 e 1989
- Taça Guanabara: 1987 e 1990
- Taça Rio: 1988
- Copa Ouro (EUA): 1987
- Torneio de Metz (França): 1989

### Prêmios individuais
- Bola de Prata: 1988
- Seleção do Campeonato Brasileiro: 1988
- Placa do "Gol dos 3 lençóis": 1988

## Morte
Vivinho morreu na manhã do dia 13 de setembro de 2015, na cidade do Rio de Janeiro. Ele desmaiou em casa, foi levado para o hospital e acabou não resistindo. A causa da morte não foi confirmada, mas era possível que tenha a ver com um trauma na face que teve há duas semanas, em um torneio master no Pará. Na ocasião, ele se chocou com o goleiro adversário e teve afundamento da face e fratura no nariz.